# Aukštaitien
L'aukštaitien est un dialecte du lituanien parlé dans les régions de Haute Lituanie, Dzūkija et Sudovie. Il est devenu la base de la langue lituanienne.